# 国民代表会议
国民代表会议是中华民国临时执政段祺瑞于1926年试图在北京召开的议决《中华民国宪法》的机构，但后来未能召开。

## 沿革
1924年，段祺瑞上台初始，即提出废除法统。后来，他决定成立两个机构负责立宪事宜，其一为國憲起草委員會，负责宪法起草工作，其二为国民代表会议，负责宪法议决。國憲起草委員會于1925年8月3日起正式开会，在规定的三个月时间内完成了宪法起草工作，于1925年12月提出《中华民国宪法》，咨文政府交付国民代表会议议决施行。
段祺瑞政府的臨時法制院提出了《国民代表会议条例》共39条，于1925年4月18日经善後會議通过，4月24日公布。国民代表会议议员总额为500人。1925年7月1日，段祺瑞下令确定1925年8月为议员初选期，同年9月为复选期。10月29日，段祺瑞下令已当选议员于1926年1月15日前到北京参加会议。
但是，由于中國舆论反对段祺瑞的国民代表会议，特别是到1926年1月初，段祺瑞的临时政府岌岌可危，段祺瑞准备通电下野，通电初稿中有“自1月16日起即不视事”的词句，后经臨時參政院副议长湯漪修正电文，删改了此句。然而，段祺瑞已经再无心思召开国民代表会议。不久，临时政府遭到推翻。国民代表会议流产，宪法从而未能产生。